# Acrophylla sichuanensis
Acrophylla sichuanensis är en insektsart som beskrevs av Chen, S.C. och Yun He He 200. Acrophylla sichuanensis ingår i släktet Acrophylla och familjen Phasmatidae. Inga underarter finns listade i Catalogue of Life.